# Далас (окръг, Айова)
Окръг Далас (на английски: Dallas County) е окръг в щата Айова, Съединени американски щати. Площта му е 1524 квадратни километра, а населението – 93 453 души (по изчисления за юли 2019 г.). Административен център е град Адел.